# Почта России
Пошта Росії (рос. Почта России) — федеральний оператор поштового зв'язку Росії зі штаб-квартирою у Москві. Член Всесвітнього поштового союзу.
До 1 жовтня 2019 року була федеральним державним унітарним підприємством. Перебуває у підпорядкуванні Мінцифри Росії (до квітня 2013 року перебувала під контролем Федерального агентства зв'язку).
29 березня 2013 року ввійшла до Переліку стратегічних підприємств Російської Федерації під номером 516. Компанія перейшла до макрорегіональної структури: створила 10 макрорегіонів, які об'єднали 82 філії за регіональним принципом. У 2015 році «Пошта Росії» ввійшла до списку системоутворюючих підприємств Росії. Загальна чисельність співробітників склала 351 753 особи (2014 рік).
29 червня 2018 Президентом РФ підписаний Федеральний закон № 171-ФЗ «Про особливості реорганізації федерального державного унітарного підприємства  «Пошта Росії», основи діяльності акціонерного товариства «Пошта Росії» та про внесення змін до окремих законодавчих актів Російської Федерації», згідно з яким з 1 жовтня 2019 року ФГУП «Пошта Росії» підлягає реорганізації в формі непублічного Акціонерного товариства з єдиним акціонером в особі Уряду Російської Федерації. 20 вересня 2019 року Главою Уряду РФ підписані й опубліковані Розпорядження Уряду РФ № 2131-р та 2132-р від 20.09.2019, в яких затверджені Статут Акціонерного товариства «Пошта Росії» і передавальний акт майнового комплексу «Пошти Росії».

## Історія
28 червня 2002 року Уряд РФ схвалив Концепцію реструктуризації організацій федерального поштового зв'язку. Згідно Концепції було запропоновано об'єднати всі існуючі організації федерального поштового зв'язку та створити федеральне державне унітарне підприємство (ФДУП) «Пошта Росії», засноване на праві господарського відомства, з подальшим акціонуванням при збереженні контролю з боку держави.
ФГУП «Пошта Росії» було створено розпорядженням Уряду РФ від 5 вересня 2002 року. 11 лютого 2003 року затверджено статут, 13 лютого здійснено державну реєстрацію підприємства.
Формування підприємства і реструктуризація поштової мережі здійснювалися у кілька етапів. У 2004 році до «Пошті Росії» були приєднані унітарні підприємства поштової галузі — Міжнародний поштамт, Санкт-Петербурзький центр автоматизованих інформаційно-технологічних систем поштового зв'язку, Управління федеральної поштового зв'язку міста Москви (Московський поштамт), Центр автоматизованого оперативно-технічного управління зв'язком, Управління федерального поштового зв'язку Санкт-Петербурга і Ленінградської області. У 2005 році було ліквідовано 81 федеральну державну установу — управління федерального поштового зв'язку республік, областей та округів, а також Головний центр магістральних перевезень пошти. Їх майно було закріплено за «Поштою Росії».
Останньою (у 2009 році) до «Пошти Росії» було приєднано поштову службу Татарстану — «Татарстан почтасы». Цьому передували спроби керівництва Татарстану приватизувати республіканську пошту і навіть функціонування на території Татарстану двох поштових підприємств одночасно — «Татарстан почтасы» і філії «Пошти Росії».
У серпні 2003 року «Пошта Росії» розгорнула масштабну програму з організації роздрібної торгівлі у всіх 43 тис. відділень.
У січні 2004 року компанія оголосила про впровадження загальноросійської послуги електронних грошових переказів «КіберГроші». У вересні 2004 року «Пошта Росії» оголосила про початок надання послуг експрес-доставки з використанням можливостей міжнародної мережі EMS. Створено «EMS Пошта Росії».
У липні 2007 року «Пошта Росії», «Rambler» і «Kodak» запустили спільний сервіс із друку фотографій. Крім того, підприємство повідомило про запуск проєкту організації грошових переказів до Китаю, тим самим розпочала освоювати ринок транскордонних переказів.
У квітні 2013 року «Пошта Росії» включена до  переліку стратегічних підприємств.
У травні 2015 року «Пошта Росії» представила власне передплатне онлайн-агентство для регіональних видавців.
У червні 2015 року компанія запустила послугу адресної поштової розсилки «Директ-мейл».
У липні 2015 року «Пошта Росії» запустила нові послуги «Посилка онлайн» і «Кур'єр онлайн».
У вересні 2015 року запущено новий трекінг-сервіс для інтернет-магазинів.
14 вересня «Пошта Росії» запустила новий сервісний корпоративний сайт.
У жовтні 2015 року компанія запустила власний онлайн-каталог під назвою «Пошта-маркет».
У липні 2017 року завдяки сайту держзакупівель стало відомо про плани «Пошти Росії» по створенню розрахункової системи. Ціна робіт оцінювалася в 1,4 млрд руб., частину витрат планував взяти на себе «Пошта Банк», який повинен був стати розрахунковим банком.
У березні 2019 року «Пошта Росії» створила сортувальні пункти у Великій Британії та Фінляндії для скорочення часу доставки посилок із європейських інтернет-магазинів до Росії.

## Структура
До структури АТ «Пошта Росії» входять:
- центральний апарат управління, який складає 22 підрозділи (дирекції, департаменти, секретаріат);
- 11 макрорегіональних філій (МРФ):[28]

| Макрорегіональна філія | Місто управління | Регіони |
| ---------------------- | ---------------- | --- |
| Москва                 | Москва           | Москва та Московська область |
| Центр                  | Твер             | Брянська область, Владимирська область, Івановська область, Калузька область, Костромська область, Орловська область, Рязанська область, Смоленська область, Тверська область, Тульська область, Ярославська область           |
| Північний-Захід        | Санкт-Петербург  | Архангельська область, Вологодська область, Калінінградська область, Карелія, Республіка Комі, Ленінградська область, Мурманська область, Ненецький автономний округ, Новгородська область, Псковська область, Санкт-Петербург |
| Південь                | Ростов-на-Дону   | Адигея, Астраханська область, Бєлгородська область, Волгоградська область, Воронезька область, Калмикія, Краснодарський край, Курська область, Липецька область, Ростовська область, Тамбовська область                        |
| Волга-1                | Нижній Новгород  | Кіровська область, Нижньогородська область, Марій-Ел, Мордовія, Пермський край, Удмуртія, Чувашія |
| Волга-2                | Самара           | Башкортостан, Оренбурзька область, Пензенська область, Самарська область, Саратовська область, Татарстан, Ульяновська область                                                                                                  |
| Північний Кавказ       | Ставрополь       | Дагестан, Інгушетія, Кабардино-Балкарія, Карачаєво-Черкесія, Північна Осетія, Ставропольський край, Чечня |
| Урал                   | Єкатеринбург     | Курганська область, Свердловська область, Тюменська область, Ханти-Мансійський автономний округ, Челябінська область, Ямало-Ненецький автономний округ                                                                         |
| Сибір                  | Новосибірськ     | Алтайський край, Республіка Алтай, Бурятія, Забайкальський край, Іркутська область, Кемеровська область, Красноярський край, Новосибірська область, Томська область, Тива, Хакасія                                             |
| Далекий Схід           | Хабаровськ       | Амурська область, Єврейська автономна область, Магаданська область, Приморський край, Якутія, Сахалінська область, Хабаровський край, Чукотський автономний округ                                                              |

- 41 901 відділення поштового зв'язку.

Філії підприємства поділені на 85 територіальних управлінь федерального поштового зв'язку та 5 спеціалізованих, до складу яких входять:
- Головний центр магістральних перевезень пошти;
- EMS Пошта Росії;
- Автоматизовані сортувальні центри;
- Центри гібридної пошти;
- Russian Post — філія у Берліні.

До складу філій входять відокремлені структурні підрозділи, у тому числі поштамти, відділення перевезень пошти, магістральні та регіональні сортувальні центри.